# ألين ميلر
ألين ميلر (بالإنجليزية: Allen Miller)‏ هو لاعب كرة قدم أمريكية أمريكي، ولد في 18 أبريل 1940 في فوستوريا في الولايات المتحدة.